# Parada Damas
A Parada Damas é uma parada ferroviária da Estrada de Ferro Campos do Jordão (EFCJ). Foi inaugurada em 1939 e atualmente encontra-se sem uso.
Localiza-se no município de Campos do Jordão.

## História
A parada foi inaugurada em 1939, sendo uma plataforma coberta por telhas sustentadas por uma construção em concreto. Seu nome homenageia José Sebastião de Oliveira Damas, empreiteiro da obra da ferrovia que vendeu todos os seus bens para conclui-la, após paralisação por problemas financeiros da concessionária. Foi tombada em 2014 como patrimônio histórico municipal.